# Нестрам (дем)
 Тази статия е за административната единица.  За селото вижте Нестрам.  
Нѐстрам (на гръцки: Δήμος Νεστορίου, Димос Несториу) е дем в област Западна Македония на Република Гърция. Демът обхваща селата в областта Нестрамкол и център му е едноименното село Нестрам (Несторио). Населението на дема според преброяването от 2001 година е 2598 души.

## Селища
Дем Нестрам е създаден на 1 януари 2011 година след обединение на четири стари административни единици – дем Нестрам, дем Акритес, община Аренес и община Грамоща, по закона Каликратис. Демът е обявен за планински.

### Демова единица Нестрам
Според преброяването от 2001 година дем Нестрам има 1782 жители и в него влизат следните демови секции и селища:
- Демова секция Нестрам

- село Нестрам (Νεστόριο, Несторио)
- село Омотско (Λειβαδοτόπι, Ливадотопи)
- село Пилкати (Μονόπυλο, Монопило)
- село Радигоже (Αγία Άννα, Агия Ана)
- село Слимница (Τρίλοφος, Трилофос)
- село Стенско (Στενά, Стена)
- село Тухол (Πεύκος, Певкос)
- село Яновени (Γιαννοχώρι, Янохори)

- Демова секция Гръче

- село Дреничево (Κρανοχώρι, Кранохори)
- село Гръче (Πτελέα, Птелеа)
- село Долно Гръче (Κάτω Πτελέα, Като Птелеа)

- Демова секция Котелци

- село Ново Котелци (Νέα Κοτύλη, Неа Котили)

- Демова секция Селско

- село Селско (Κυψέλη, Кипсели) Селото географски принадлежи към Епир, а не към Македония.

Яновени, Омотско, Пилкати, Тухол, Стенско и Слимница въпреки резултатите от преброяването в 2001 година според официална информация на дем Нестрам нямат постоянно население.
В демовата единица има и няколко обезлюдени след Гражданската война и вследствие на емиграция села:
- Дряново (Γλυκονέρι, Гликонери);
- Загар (Άγιος Ζαχαρίας, Агиос Захариас);
- Котелци (Κοτύλη, Котили), което географски е в Епир;
- Мирославци (Μυροβλήτης, Мировлитис), което географски е в Епир;
- Личотер;
- Чука (Τσούκα или Αρχάγγελος, Цука или Архангелос).

На територията на демовата единица са и землищата на старите отдавна обезлюдени влашки грамощенски села Линотопи (Λινοτόπι), Ветерник (Βετέρνικ, Βετέρνικο) и Фусия (Φούσια).

### Демова единица Акритес
Според преброяването от 2001 година дем Акритес (Δήμος Ακριτών) с център Ревани има 1109 жители и в него влизат следните демови секции и селища в източното подножие на планината Грамос:
- Демова секция Ревани (733)

- село Ревани (Διποταμιά, Дипотамия)
- село Зеленград (Μεσόβραχο, Месоврахо)
- село Калевища (Καλή Βρύση, Кали Вриси)

- Демова секция Гърлени

- село Гърлени (Χιονάτο, Хионато)

- Демова секция Кърчища

- село Кърчища (Πολυάνεμο, Полианемо)

- Демова секция Шак

- село Шак (Κομνηνάδες, Комнинадес)

На територията на демовата единица е и днес изоставеното Новоселяни (на гръцки Κορφούλα, Корфула).

### Демова единица Аренес
Според преброяването от 2001 година община Аренес (Κοινότητα Αρρένων) с център Борботско има 623 жители и в нея влизат четири села:
- Демова секция Борботско

- село Борботско (Επταχώρι, Ептахори)

- Демова секция Жужел

- село Жужел (Ζούζουλη, Зузули)

- Демова секция Слатина

- село Слатина (Χρυσή, Хриси)
- село Висанско (Πευκόφυτο, Певкофито)

### Демова единица Грамоща
Според преброяването от 2001 година община Грамоща (Κοινότητα Γράμου) се състои от едно-единствено селище – Грамоща и има 28 жители.